# Ephesia callinympha
Ephesia callinympha är en fjärilsart som beskrevs av Philogène Auguste Joseph Duponchel 1821. Ephesia callinympha ingår i släktet Ephesia och familjen nattflyn. Inga underarter finns listade i Catalogue of Life.